# Upper Broughton
Upper Broughton – wieś i civil parish w Anglii, w Nottinghamshire, w dystrykcie Rushcliffe. W 2011 civil parish liczyła 327 mieszkańców. Upper Broughton jest wspomniana w Domesday Book (1086) jako Brotone.